# Промисловий провулок (Київ)
Промисло́вий прову́лок — провулок у Дарницькому районі міста Києва, селище Бортничі. Пролягає від Промислової до Автотранспортної вулиці.

## Установи
- Храм Благовіщення Пресвятої Богородиці (буд. № 8).